# Мальта на Сурдлимпийских играх
Мальта участвует в летних Сурдлимпийских играх с Игр 2001 года (не участвовали в Играх 2005 года), в зимних Сурдлимпийских играх до настоящего времени не участвовали. По состоянию на лето 2023 года, медалей на Играх ещё не выигрывали.